# Betanecolo
Il betanecolo è un agonista muscarinico parasimpaticomimetico ad azione diretta, utilizzato per trattare il ristagno urinario funzionale non ostruttivo postoperatorio e postpartum e l'atonia neurogena della vescica con ristagno.
Il farmaco fu sintetizzato per la prima volta nel 1935 ed approvato dalla Food and Drug Administration il 29 maggio 1984.

## Farmacologia

### Indicazione d'uso
Il farmaco è stato approvato per la prima volta dalla Food and Drug Administration per il trattamento del ristagno urinario postoperatorio, del ristagno urinario postpartum e dell'incontinenza da traboccamento causata dall'atonia neurogena della vescica.
Il betanecolo può essere impiegato nei soggetti in stato di shock spinale che hanno raggiunto il punto di controllo volontario dell'uretra e nei pazienti con una vescica paralitica sia dal punto di vista sensoriale che motorio. Le azioni del betanecolo sono simili a quelle dell'acetilcolina, ma l'agente non viene degradato tramite colinesterasi, il che ne prolunga gli effetti terapeutici rispetto all'acetilcolina. È uno degli agenti più comunemente impiegati per favorire lo svuotamento della vescica e la terapia prescritta varia a seconda della natura del disturbo vescicale da trattare.

### Farmacodinamica
Il farmaco è selettivo per i recettori muscarinici postgangliari e ha scarso o nessun impatto sui recettori nicotinici. La presenza dell'ammina quaternaria carica nella struttura del betanecolo impedisce il suo attraversamento della barriera emato-encefalica, riducendo al minimo gli effetti avversi legati al sistema nervoso centrale.

### Meccanismo d'azione
Esercita i suoi effetti stimolando direttamente i recettori muscarinici (M1, M2, M3, M4, M5) del sistema nervoso parasimpatico, aumentando ulteriormente il tono del muscolo detrusore della vescica, generando una contrazione adeguatamente efficace per avviare la minzione e svuotare la vescica. I recettori M3 sono il punto in cui l'agente agisce nella vescica e sono anche presenti nei muscoli lisci e nelle ghiandole esocrine.
Il farmaco agisce anche sui recettori M1 del sistema parasimpatico nelle cellule parietali gastriche presenti nel tratto gastrointestinale, stimolando la motilità gastrica, aumentando il tono gastrico e ripristinando eventualmente la peristalsi ritmica diminuita. Gli effetti sono selettivi per la stimolazione dei recettori muscarinici e i suoi effetti sui recettori nicotinici sono assenti o molto minimi, non producendo alcun effetto.

### Assorbimento
Dopo la somministrazione orale, l'effetto massimo del farmaco sulla vescica e sul tratto gastrointestinale di solito si verifica dopo 60-90 minuti; tuttavia, gli effetti possono presentarsi già dopo 30 minuti dalla somministrazione. La durata dell'azione di una dose orale tipica è di circa 1 ora, mentre dosi più elevate (300-400 mg) possono rimanere efficaci fino a 6 ore.
Quando somministrato per via sottocutanea, il betanecolo produce effetti più rapidamente dopo 5-15 minuti, con un'efficacia massima raggiunta dopo 15-30 minuti. Gli effetti del betanecolo sottocutaneo diminuiscono entro 2 ore dalla somministrazione.

#### Volume di distribuzione
I dati riguardanti il volume di distribuzione del farmaco non sono attualmente disponibili.

#### Legame proteico
I dati riguardanti il legame proteico del farmaco non sono attualmente disponibili.

### Metabolismo
I dati riguardanti il metabolismo del farmaco non sono attualmente disponibili.

#### Via di eliminazione
I dati riguardanti le vie di eliminazione del farmaco non sono attualmente disponibili.

#### Emivita
I dati riguardanti l'emivita del farmaco non sono attualmente disponibili.

#### Clearance
I dati riguardanti la clearance del farmaco non sono attualmente disponibili.

### Effetti avversi
Gli effetti indesiderati del betanecolo includono crampi addominali, disagio addominale, dolore colico, nausea, vomito, diarrea, borborigmi, scialorrea, cefalea, lacrimazione, miosi, ipotensione, tachicardia riflessa, risposta vasomotoria, arrossamento cutaneo con sensazione di calore, sensazione di calore al volto, diaforesi, costrizione bronchiale, attacchi asmatici e urgenza urinaria.
L'agente può causare nausea e vomito se assunto immediatamente dopo un pasto ed è consigliato somministrarlo dopo almeno due ore dopo il pasto o un'ora prima. Gli effetti parasimpatici sui recettori M2 situati nel miocardio stimolano il nodo senoatriale e il nodo atrioventricolare, risultando in una bradicardia e della velocità di conduzione elettrica. Questa attività può portare a condizioni più gravi come i blocchi cardiaci, l'arresto cardiaco e le aritmie.
Le azioni parasimpatiche sui recettori M3 presenti nei vasi causano vasodilatazione, diminuendo ulteriormente la pressione sanguigna. Questa vasodilatazione può causare ipotensione posturale, provocando vertigini e sensazione di testa leggera quando ci si alza da una posizione supina o prona. Gli effetti avversi sono osservati più frequentemente con dosi aumentate e con iniezioni sottocutanee piuttosto che somministrazione orale.

### Tossicità
La diagnosi di sovradosaggio e tossicità si basa sulle manifestazioni cliniche, poiché non esistono esami di laboratorio o immagini radiografiche che confermino con certezza la stessa. L'azione eccessiva sul sistema parasimpatico, agendo sui recettori muscarinici M2 e M3 nel miocardio, nel tratto gastrointestinale, nei vasi sanguigni e nei muscoli bronchiali, genera una risposta aumentata che si manifesta con broncorrea, scialorrea, lacrimazione, diaforesi, broncocostrizione, sensazione di oppressione al torace, bradicardia, ipotensione, vomito, aumento della motilità gastrointestinale, sensazione di oppressione addominale, diarrea e crampi. Gli effetti sproporzionati sui recettori muscarinici degli occhi porteranno a miosi e offuscamento della vista.
Nei topi, la dose letale DL50 del farmaco somministrato per via orale è di 1510 mg/kg.

#### Antidoto nel sovradosaggio
L'antidoto impiegato per il trattamento dei casi di sovradosaggio è l'atropina.
Il solfato di atropina entra in competizione con il betanecolo presso la giunzione del recettore muscarinico, bloccandone competitivamente il legame ai recettori postgangliari e prevenendo l'attivazione colinergica parasimpatica. Si raccomanda una dose di 0,6 mg di atropina per gli adulti e questa può essere ripetuta ogni due ore, a seconda delle risposte terapeutiche. Nei pazienti pediatrici, si può somministrare una dose compresa tra 0,01 mg/kg e 0,4 mg, e questa può essere ripetuta ogni due ore, in base alle risposte terapeutiche. È anche possibile utilizzare la via sottocutanea tramite iniezione. In situazioni di emergenza, è possibile utilizzare la somministrazione per via endovenosa.